# Fokker S.14 Machtrainer
Le Fokker S.14 Machtrainer était un avion militaire de la guerre froide, construit aux Pays-Bas par Fokker. Il fut, dans l'histoire de l'aviation, le premier avion à réaction conçu dès l'origine pour l'entraînement, et le premier avion à réaction conçu aux Pays-Bas.

## Origine
Après la seconde guerre mondiale, l'arrivée des chasseurs à réaction dans les armées de l'air a pour effet l'apparition d'un saut important, pour les nouveaux pilotes, entre les performances des avions sur lesquelles ils ont terminé leur entrainement (souvent des North American T-6 Texan dans les forces alliées) et les chasseurs sur lesquels ils sont affectés. Fokker cherche à répondre à ce besoin en proposant un avion d'entraînement à réaction. Le S-14 est le premier avion à réaction conçu spécifiquement pour la formation des pilotes (même s'il existait déjà des versions biplaces d'entrainement de chasseurs, comme le Gloster Meteor T.7, et le Lockheed T-33 Shooting Star).

## Description
C'est un monoréacteur, propulsé par un Rolls-Royce Derwent Mk8 à flux centrifuge. Ce réacteur est aussi utilisé dans une version tardive du Gloster Meteor (la F.8) produite d'ailleurs sous licence par Fokker pour la Koninklijke Luchtmacht. Il possède deux places côté à côté, et non en tandem, d'où un fuselage assez large. Les commandes sont dupliquées et les deux occupants sont installés sur des sièges éjectables fournis par Martin-Baker. La construction est entièrement métallique, en alliage légers d'aluminium, à l'exception de pièces en acier pour le compartiment moteur. La voilure assez grande, en très faible flèche, et dotée d'importants volets, ce qui permet une vitesse d'approche très basse pour un jet.

## Tentatives de commercialisation
Fokker a de grands espoirs pour la commercialisation du S.14. Un accord est convenu avec Fairchild sur un contrat avec Fokker pour produire l'avion aux USA, s'il arrive à obtenir un contrat avec l'US Air Force. Il y a des contacts au Brésil et dans d'autres pays. Le programme essuie un revers majeur en 1955 quand l'exemplaire envoyé pour des vols de démonstrations pour les militaires américains s'écrase dans le Maryland, tuant le pilote d'essai. L'appareil est sévèrement concurrencé par le Lockheed T-33 que les Américains mettent à disposition de leurs alliés, Pays-Bas compris. Au final, seule une vingtaine d'exemplaires est produite pour les militaires, néerlandais exclusivement ,

## Exemplaires préservés
Un exemplaire se trouve à l'aviodrome, à Lelystad. Le Nationaal Militair Museum à Soesterberg en possède un autre. 